# Najstarsza Synagoga w Oświęcimiu
Najstarsza Synagoga w Oświęcimiu – pierwsza główna, drewniana synagoga znajdująca się w Oświęcimiu, przy dzisiejszej ulicy Berka Joselewicza.
Synagoga została zbudowana w 1588 roku na terenie domu, który Jan Piotraszewski przekazał pod jej budowę. Bożnica pełniła swoje funkcje religijne przez dokładnie 123 lata, kiedy to w 1711 roku spłonęła podczas pożaru miasta. Na jej miejscu wkrótce wzniesiono nową synagogę.